# Luna Park (Melbourne)
Pour les articles homonymes, voir Luna Park.
Le Luna Park de Melbourne est un parc d'attractions situé dans la baie de Port Phillip, à St Kilda, dans l'État de Victoria, au sud de Melbourne. Il est ouvert depuis 1912. C'est le premier Luna Park à avoir été implanté en Australie. Le Luna Park Sydney a pour sa part ouvert en 1935.

## Les attractions

### Les montagnes russes

#### En fonctionnement
| Nom            | Type                             | Constructeur | Année d'ouverture | Photo |
| -------------- | -------------------------------- | ------------ | ----------------- | ----- |
| Scenic Railway | Montagnes russes en bois         | -            | 1912              |       |
| Silly Serpent  | Montagnes russes en métal junior | Zamperla     | ?                 |       |

#### Disparues
- Big Dipper - montagnes russes en bois (1923-1989)

### Autres attractions
- Ferris wheel
- Twin Dragon - bateau à bascule
- Red Baron
- The Ghost Train - train fantôme (1936)
- G Force
- Street Legal Dodgems - autos-tamponneuses
- Shock Drop
- The Enterprise - Enterprise
- Arabian Merry
- Magical Carousel - carrousel (1913)
- Spider
- Pharoah's Curse - Kamikaze